# ضريح رباعي الزوايا
ضريح رباعي الزوايا على ارتفاع 220 م. شمال قوس سبتيموس سيفيروس ومنطقة سيبي المحيطة  هو معلم أثري تونسي مصنف من قبل المعهد الوطني للتراث يقع في ولاية القصرين في الوسط الغربي التونسي، تحديدا في مدينة حيدرة تم تصنيف المعلم في يوم 16 نوفمبر 1928.

## مقالات ذات صلة
- قائمة المعالم الأثرية المصنفة في تونس